# Pallavicino Visconti

Stemma Visconti

Pallavicino Visconti (1498 – Padova, 15 novembre 1549) è stato un vescovo cattolico e condottiero italiano.

## Biografia
Era figlio del condottiero Francesco Bernardino Visconti Francesco Bernardino I (+ a Milano il 19 Novembre 1504), signore di Brignano, (Bergamo), dei signori di Pagazzano, (Bergamo), signore di Gamalero (Gamalerio -Alessandria), di San Giorgio Lomellina (Alessandria), della Sforzesca di Vigevano e la Valle di Lugano, di Sezzadio (già Sezze, Alessandria), di Castellazzo (Bormida - Alessandria), di Bosco (Marengo - Alessandria), di Gallarate, (Varese), di Castano Primo (Milano). Francesco Bernardino I era figlio di Sagramoro II (+ 1472), che era figlio di Leonardo, che era figlio di Sagramoro I (+ 1385), figlio naturale di Bernabò Visconti, 7° co-signore di Milano, e 8º Signore di Milano ecc. (nato nel 1321/3 e morto il 19 dicembre 1385). Sagramoro I, fu investito dal padre, nel 1380, della signoria di Brignano Gera d'Adda. La madre di Pallavicino Visconti era Maddalena Pallavicino, figlia di Pallavicino Pallavicini, marchese di Busseto e di Caterina Fieschi Patrizia di Genova; Giovanni Genesio detto Pallavicino, era figlio di Rolando il Magnifico, marchese dello "Stato Pallavicino". In onore del nonno materno, gli fu dato il nome proprio di Pallavicino.
Fu abate commendatario dell'abbazia di san Celso e nel 1518 venne eletto vescovo di Alessandria, che tenne per 16 anni. Nel 1520 fu accusato di parteggiare per i francesi; i Visconti di Brignano furono filo francesi. I francesi all'epoca, occupavano Milano, e fu qui tradotto e condannato a morte, ma, grazie alla rete di parentele, riuscì a fuggire. Col ritorno degli Sforza nel 1522 venne ripristinato nel suo ministero. Accusato di aver, ordito trame, contro il duca di Milano Francesco II Sforza, venne rinchiuso nelle prigioni di Cremona. Uscito dal carcere nel 1526, riprese in mano il suo ministero pastorale, nel 1533 gli furono confiscati tutti i beni, ma, rimase vescovo di Alessandria sino al 1534, anno nel quale rinunciò al vescovato.
Si arruolò coi francesi contro Carlo V e nel 1544 militò in Piemonte nella file del condottiero Piero Strozzi.
Ottenne la cittadinanza a Verona nel 1543 e morì a Padova nel 1549.

## Discendenza
Dopo la morte di Pallavicino, papa Giulio III nel 1552 riconobbe il matrimonio con Ippolita Pallavicino di Scipione, [figlia del Cavaliere Giacomo Antonio Pallavicino, (figlio naturale di Pietro), del ramo dei Marchesi di Scipione, dal 1481, con i suoi fratelli, Consignore di Specchio (Solignano di Parma), poi Governatore di Borgo San Donnino (Fidenza) e Vice Duca di Bari e figlio di sua cugina, Margherita di Pier Francesco Visconti,Consignore di Brignano e di Pagazzano, Conte di Saliceto (Cadeo, Piacenza), e di Eufrosina di Francesco Barbavara, dal 1402, Conte di Valsesia e di Pietre Zumelle], già vedova di Giulio Sanseverino di Caiazzo (figlio di Roberto Sanseverino), dalla quale ebbe due figli:
- Francesco Bernardino II Visconti del ramo dei consignori di Brignano e di Pagazzano (Bergamo), sposò nel 1559 Francesca Sforza Visconti dei conti di Borgonovo Val Tidone; la nonna materna di Francesca era Caterina di Cristoforo Pallavicino, marchese di Busseto, (Francesca morì il 17 settembre 1616, lei discendeva da Sforza Secondo Sforza, figlio naturale di Francesco Sforza Visconti, IV duca di Milano, e fú creato dal padre conte di Borgonovo Val Tidone, una contea composta da un totale di 28 feudi, con circa 3.000 anime); Francesco Bernardino II Visconti morì nel 1572 nel Castello della Veggiola (nell'attuale comune di Gropparello), dai quali:
- Claudia Visconti di Brignano, nata nel 1560 e + 1593, sposata nel 1581 a Lodovico Marazzani Landi 5°signore di Paderna e di Villa del Riglio, signore di Castelnuovo Marazzani (oggi Val Tidone) e Fabbiano, patrizio di Piacenza: la bisnonna materna di Lodovico era Francesca Pallavicino di Busseto Scotti Douglas, (sorellastra di Maddalena Pallavicino Visconti), che era la madre di sua nonna materna Maria Scotti Douglas dei conti di Vigoleno e di Carpaneto, a sua volta, madre di sua madre Elena dei conti Cavazzi dei conti e baroni della Somaglia moglie del Nobile Melchiorre III Marazzani Landi (*1520 + 1599), dal 23 Ottobre 1559, Cavaliere dell'Imperatore del Sacro Romano Impero Ferdinando I d'Asburgo, fú 4° Signore di Paderna e di Villa del Riglio. La famiglia da Marazzano (originariamente, patrizia di Rimini), oggi, denominata Marazzani, è formata da due linee; la linea primogenita antica, oggi rappresentata da Leopoldo Marazzani Gualdi, residente negli Stati Uniti d'America (che ha 3 figli maschi con prole), e la linea secondogenita antica, che fú cittadina piacentina, dal 1432, al tempo del matrimonio del nobile Melchiorre II da Marazzano con la nobile Antonia, figlia di Vergiuso II Landi, signore di Cereto, Patrizio di Piacenza, e della nobile Violante Landi dei Conti di Rivalta, di Alseno, e delle Caselle, Patrizia di Piacenza. Lodovico Marazzani Landi Visconti, fu creato, nel 1605, conte Marazzani Landi Visconti, (titolo concesso a tutti gli appartenenti alla famiglia, sia maschi che femmine), e conte di Paderna e di Villa del Riglio, (titolo in uso esclusivo per il primogenito maschio della famiglia Marazzani), grazie all'investitura, con "mero et misto imperio" da parte del principe Ranuccio I Farnese, IV duca di Parma e Piacenza. Nel 1622, Lodovico, ricevette, da Sua Maestà Filippo IV, re di Spagna, duca di Milano, ecc., la cittadinanza milanese. Lodovico morì nel 1636 e fu sepolto nella Cappella Marazzani Visconti, detta di Santa Caterina, nell' ex chiesa di San Lorenzo in Piacenza.
- Flerida Visconti di Brignano, sposata con Alessandro Marazzani Landi, signore di Paderna e di Villa del Riglio, patrizio di Piacenza: questo fú il ramo primogenito dei Marazzani Landi, che ricevette, dall'Imperatore del Sacro Romano Impero, Ferdinando II d'Asburgo, nella persona del colonnello della cavalleria imperiale, Francesco (Franz) Marazzani, nel 1629, il titolo di barone del Sacro Romano Impero, per i maschi, e baronessa del Sacro Romano Impero, per le femmine e si estinse con sua figlia Margherita Marazzani, baronessa del Sacro Romano Impero, in un ramo dei Landi di Rivalta. Margherita fú moglie del conte Ippolito Landi di Rivalta, e madre, tra l'altro, del famoso poeta Conte Ubertino Landi di Rivalta e di Ermellina Landi di Rivalta, contessa Scotti Douglas di Sarmato (della quale esiste oggi discendenza).
- Alessandro Visconti del ramo dei consignori di Brignano e di Pagazzano, ottenne la qualifica di dottore in utroque iure presso l'Università di Pavia.

I Marazzani Visconti, discendenti da Lodovico e Claudia Visconti, sostituirono il cognome Landi con quello dei Visconti, a partire dal loro figlio Gianfrancesco III 2º conte Marazzani Visconti, 2º conte di Paderna e delle Case del Riglio, 1º signore di Montanaro, signore di Castelnuovo Marazzani (oggi Val Tidone) e di Fabiano, primo Marazzani Visconti, proprietario di "Palazzo Sanseverino Marazzani Visconti" posto in Piazza Sant'Antonino, 2 in Piacenza.
- Ettore Visconti dei signori di Brignano (?-1592), militare al servizio di Carlo V
- Sagramoro I Visconti, signore di Brignano Gera d'Adda, morto nel 1385 era figlio di Montanina de' Lazzari ed è il capostipite dei seguenti rami viscontei:
- 1) signori di Brignano, prima infeudazione nel 1380 di Bernabó Visconti, conferma dell'infeudazione da Francesco Sforza nel 1448 (estinto nel 1764)
- signori di Pagazzano (conferma dell'investitura del duca Francesco Sforza nel 1450, a favore di Sagramoro II Visconti + 1472), per eredità di Lancillotto Visconti del ramo di Brignano
- 2) marchesi di San Giorgio (estinto nel 1724),
- 3) conti di Sezze (estinto nel 1716),
- 4) conti di Saliceto, "ramo di palazzo vecchio", (estinto nel 1924),
- 5) marchesi di Borgoratto (estinto 1787).
- La famiglia dei Visconti, della linea dei signori di Brignano Gera d'Adda, è oggi estinta in linea maschile, e continua attraverso il ramo generato da Pallavicino Visconti di Brignano (+ nel 1549), ed è attualmente rappresentata da:
- Gianfranco (Gianfrancesco VII) Marazzani Visconti Terzi, capo della famiglia, discendente da Gianfrancesco III Marazzani Visconti, che sostituì il cognome dei Landi di Piacenza, con quello dei Visconti di Milano, nel 1602; [figlio di Claudia Visconti dei signori di Brignano Gera d'Adda (n.1560 +1593) e pronipote di Pallavicino Visconti di Brignano. Gianfrancesco III, discendeva da Margherita di Pierfrancesco Visconti di Brignano, conte di Saliceto (Cadeo, Piacenza), madre di Ippolita Pallavicino dei Marchesi di Scipione e nonna materna di Francesco Bernardino II Visconti di Brignano, padre di Claudia],
- Alessandra Marazzani Visconti e famiglia, in Milano,
- Filippo ,di Giovanni Marazzani Visconti, e famiglia, in Perugia,
- Livia, di Paolo Marazzani Visconti, in Carosio, e famiglia, in Torino
- Stefanos, di Michele Marazzani Visconti, e famiglia, in Etiopia e negli U.S.A..